# Lorenzo Gafà

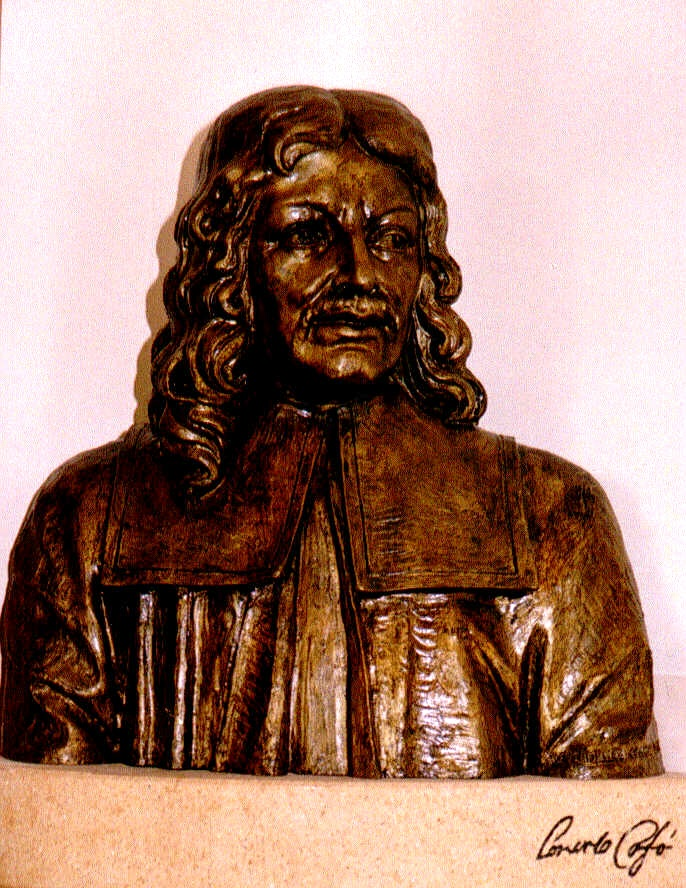
Ritratto scultoreo di Lorenzo Gafà, probabile opera di suo fratello Melchiorre

Lorenzo Gafà (Vittoriosa, 1638 – 1704) è stato un architetto maltese.

## Biografia

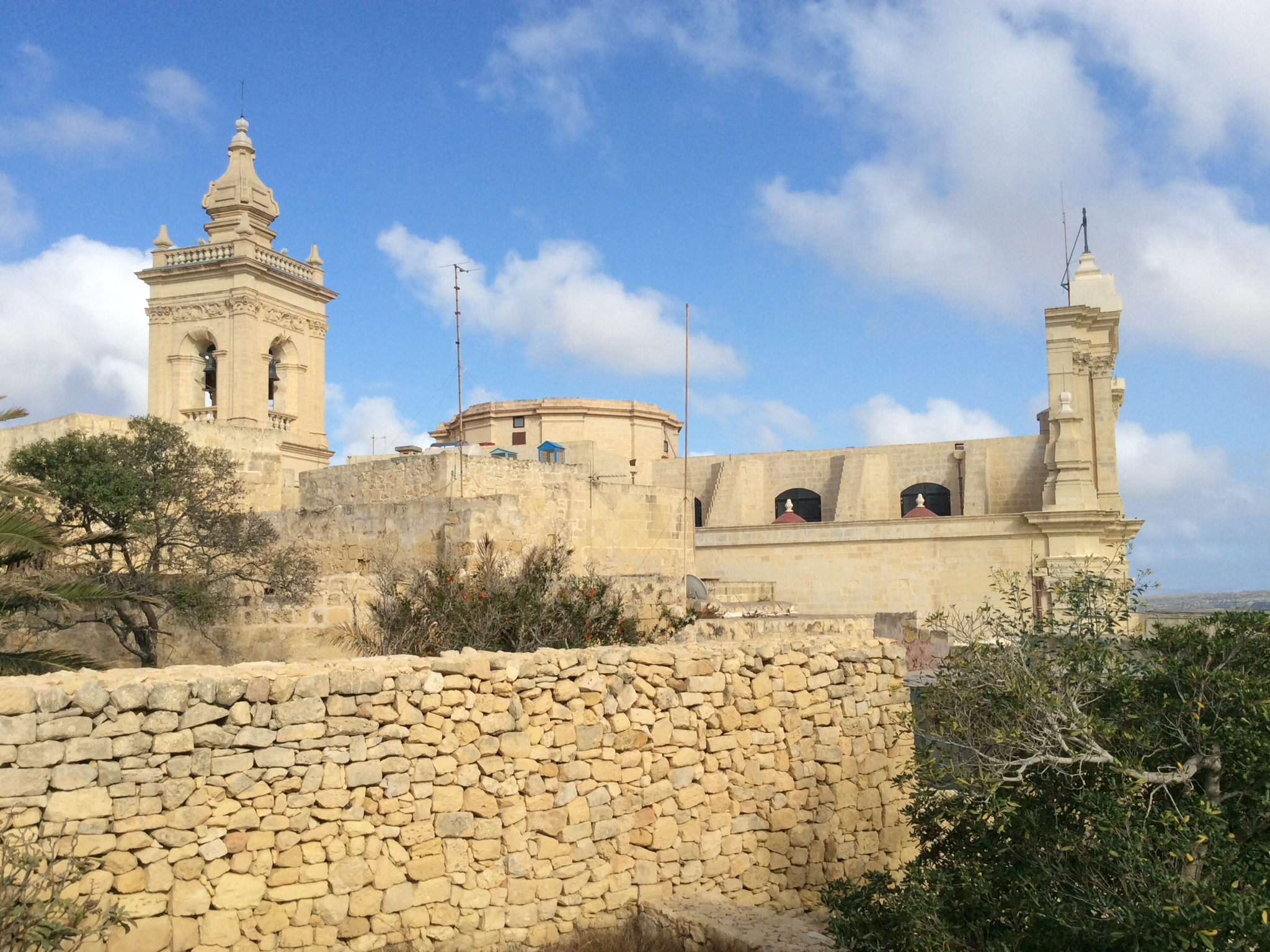
Cattedrale dell'Assunzione della Vergine Maria.

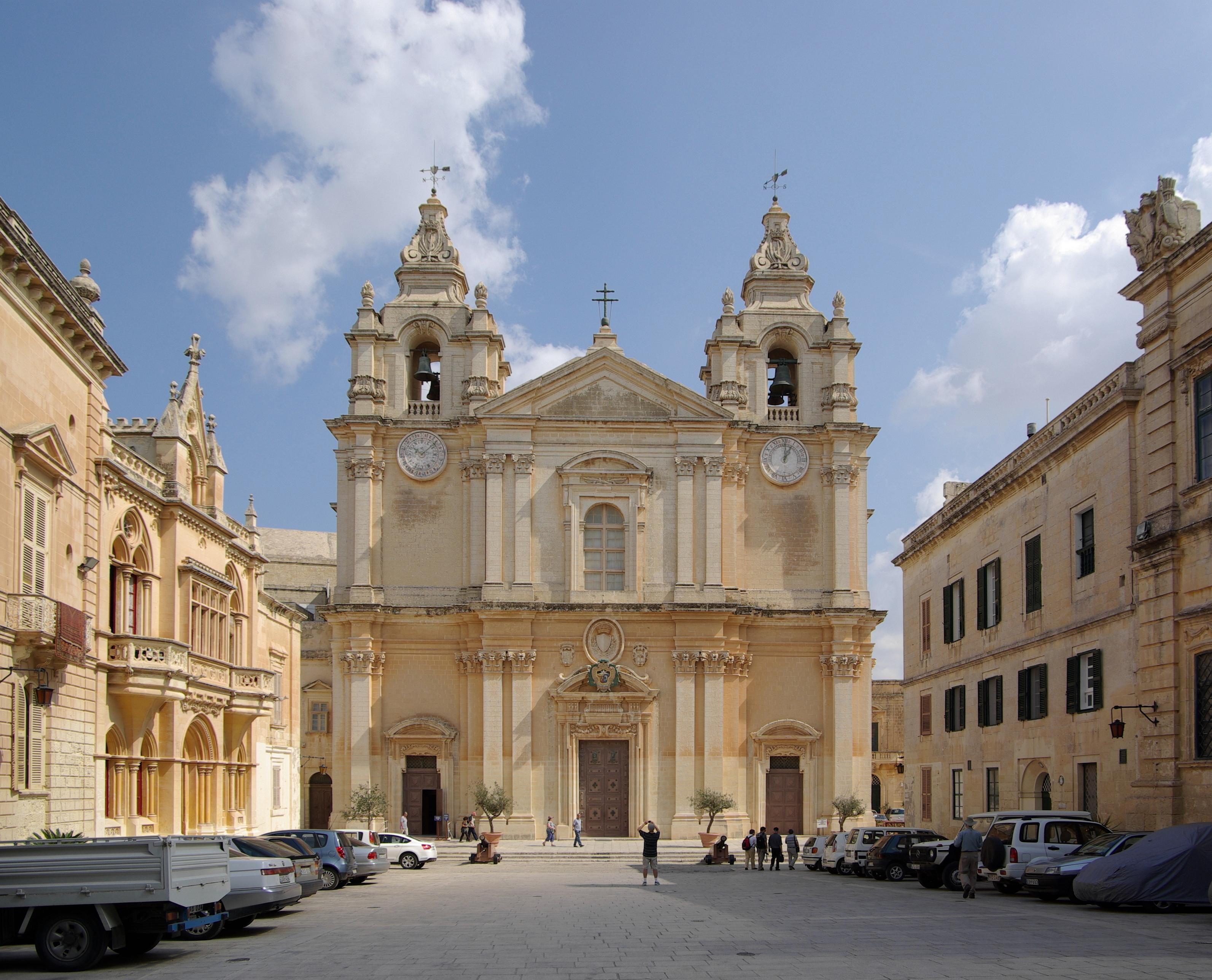
Cattedrale di San Paolo.

Gafà cominciò la sua carriera come scalpellino lavorando con suo fratello Melchiorre, rinomato scultore dell'epoca. Verso il 1660 sviluppò un forte interesse per il disegno architettonico e nel 1661 fu così coinvolto nell'ampliamento del coro della parrocchiale dedicata a San Filippo di Agira, a Casal Zebbugi. Nello stesso periodo lavorò alle pale d'altare della chiesa di Santa Scolastica del monastero dell'Ordine benedettino e della chiesa dell'Annunziata del convento dell'Ordine dei frati predicatori, entrambe ubicate nella sua città natale. In seguito progettò la chiesa di San Nicola a La Valletta.
Successivamente lavorò alla chiesa di San Paolo sotto il titolo del Naufragio dell'Apostolo a Rabat (1664-1683), alla chiesa di Sarria a Floriana (1676), alla Chiesa del Carmelo a Mdina (1668–1672) e a varie strutture civili a La Valletta dal 1680 in poi. A Medina Gafà intraprese molti altri lavori, in particolare gli furono assegnati il progetto del Palazzo Vescovile e il progetto e la supervisione del cantiere nell'ambito della ricostruzione della cattedrale di San Paolo (1697-1702).
Fra il 1680 e il 1690 su suo disegno furono poi erette innumerevoli altre chiese, come Santa Caterina a Zeitun (1692) e Santa Maria della Vittoria a La Valletta (1699). Progettò inoltre la chiesa parrocchiale di Qrendi.

## Opere
- 1678, Chiesa della Concezione della Beata Vergine Maria detta di Sarria di Floriana.[3]
- 1679, Chiesa di Santa Scolastica e monastero dell'Ordine benedettino di Birgu.[5]
- 1680, Chiesa di Sant'Orsola, progetto del prospetto del tempio di La Valletta.[5]
- 1680, Chiesa di San Rocco di La Valletta.[6]
- 1681, Ospedale ta Saura di Rabat.[7]
- 1681, Chiesa di Sant'Agata, riedificazione di primitivo tempio di Rabat.[8]
- 1681, Chiesa di San Pietro di Mdina.[9]
- 1681, Collegiata di San Lorenzo di Vittoriosa terminata 1697.[10]
- 1683, Chiesa di San Paolo sotto il titolo del Naufragio dell'Apostolo di La Valletta.[11]
- 1684, Chiesa di San Giorgio di Qrendi.[12]
- 1685, Chiesa di Santa Maria di Qrendi.
- 1688, Chiesa di Santo Spirito, edificazione di luogo di culto aggregato all'Ospedale omonimo di Rabat.[7]
- 1690, Chiesa dell'Assunzione della Beata Maria Vergine detta tal Hlas di Qormi.[13]
- 1692, Chiesa di Santa Caterina di Zeitun, primitiva e nuova costruzione.[14]
- 1692, Chiesa di San Nicola, riedificazione di primitivo tempio di Mdina.[15]
- 1693, Chiesa matrice di San Pietro di Siġġiewi.[16]
- 1696, Chiesa di San Giuliano Confessore (San Giuliano l'Ospitaliere o San Giuliano il Povero), terminata nel 1711, riedificazione di primitivo tempio di San Giuliano.[17]
- 1697, Cattedrale dell'Assunzione della Vergine Maria al Castello di Gozo fine 1711.[18]
- XVII secolo, Chiesa del Santissimo Salvatore detta della Calcara, riedificazione di primitivo tempio.[19]
- XVII secolo, Cattedrale della conversione di San Paolo di Mdina.[20]